# View-Master Personal Stereo Camera
View-Master Personal Stereo Camera
со снятой задней стенкой
View-Master Personal Stereo Camera — двухобъективный стереоскопический фотоаппарат, предназначенный для работы на перфорированной 35-мм фотоплёнке в стандартных кассетах. Фотоплёнка, рассчитанная на 36 кадров размером 24×36 мм позволяла сделать 69 стереопар (парных стереоскопических фотографий).
Фотоаппарат выпущен в 1952 году фирмой Sawyer’s inc. (США). Совместно с камерой выпускались аксессуары для просмотра стереоскопических диапозитивов: рамки, стереоскопы, стереоскопические диапроекторы системы View-Master.

## Описание и технические характеристики
Фотоаппарат имел два объектива с расстоянием между оптическими осями около 65 мм (стереобаза) и позволял одновременно делать два снимка с размером кадра около 12×12 мм. На нижнюю часть фотоплёнки производилась съёмка при перемотке её «слева направо», а на верхнюю часть — при перемотке «справа налево», то есть обратная перемотка заменена съёмкой на верхнюю часть плёнки.
Объективы с большим полем зрения позволяли экспонировать фотоплёнку на всю её ширину (полностью 24 мм, от края верхней перфорации до края нижней перфорации), переключение с нижнего ряда съёмки на верхний и наоборот производилось перемещением кадровых окон, ни положение объективов, ни плёнки при этом не менялось.
Объективы с фокусным расстоянием 25 мм не имели ручной фокусировки (жестковстроенные). Значения диафрагмы от f/3,5 и до f/16 устанавливались одновременно для двух объективов.
Объективы обеспечивали достаточно большую глубину резко изображаемого пространства.
| Значения диафрагмы                      | 3,5 | 4   | 4,5 | 5,6 | 6,3 | 8   | 11  | 16 |
| --------------------------------------- | --- | --- | --- | --- | --- | --- | --- | -- |
| Минимальное расстояние съёмки, в метрах | -   | 2,1 | -   | 1,6 | -   | 1,5 | 1,2 | -  |
| Минимальное расстояние съёмки, в футах  | -   | 7   | -   | 6   | -   | 5   | 4   | -  |

Два синхронизированных центральных фотографических затвора отрабатывали выдержку 1/10, 1/15, 1/25, 1/50, 1/100 сек, а также «от руки».
Оптический видоискатель находится между объективами, на передней панели ниже видоискателя — переключатель положения кадровых окон.
Электронная фотовспышка с особым синхроконтактом и креплением собственной конструкции. Аппарат можно было устанавливать на штатив.
На верхней панели камеры — табличный экспонометр.

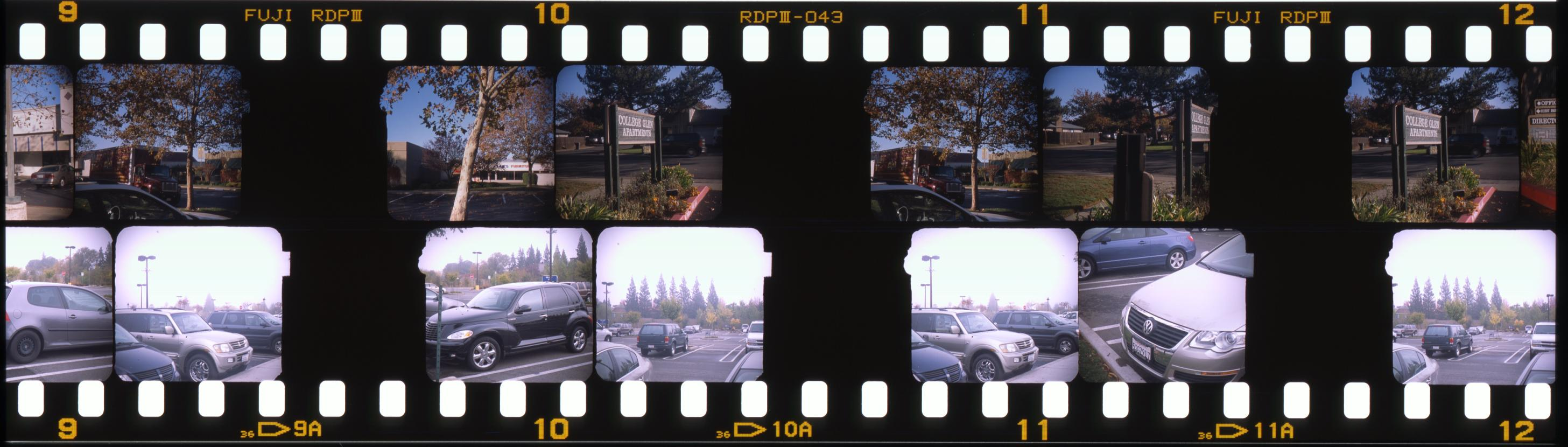
Отрезок цветной обращаемой фотоплёнки, снятый фотоаппаратом View-Master Personal stereo camera.
Видны два ряда кадров: верхний и нижний.
Обратите внимание, что правый кадр стереопары имеет прямоугольную метку, а левый кадр — полукруглую. Это необходимо для правильной установки отдельных кадров в диапозитивную рамку.

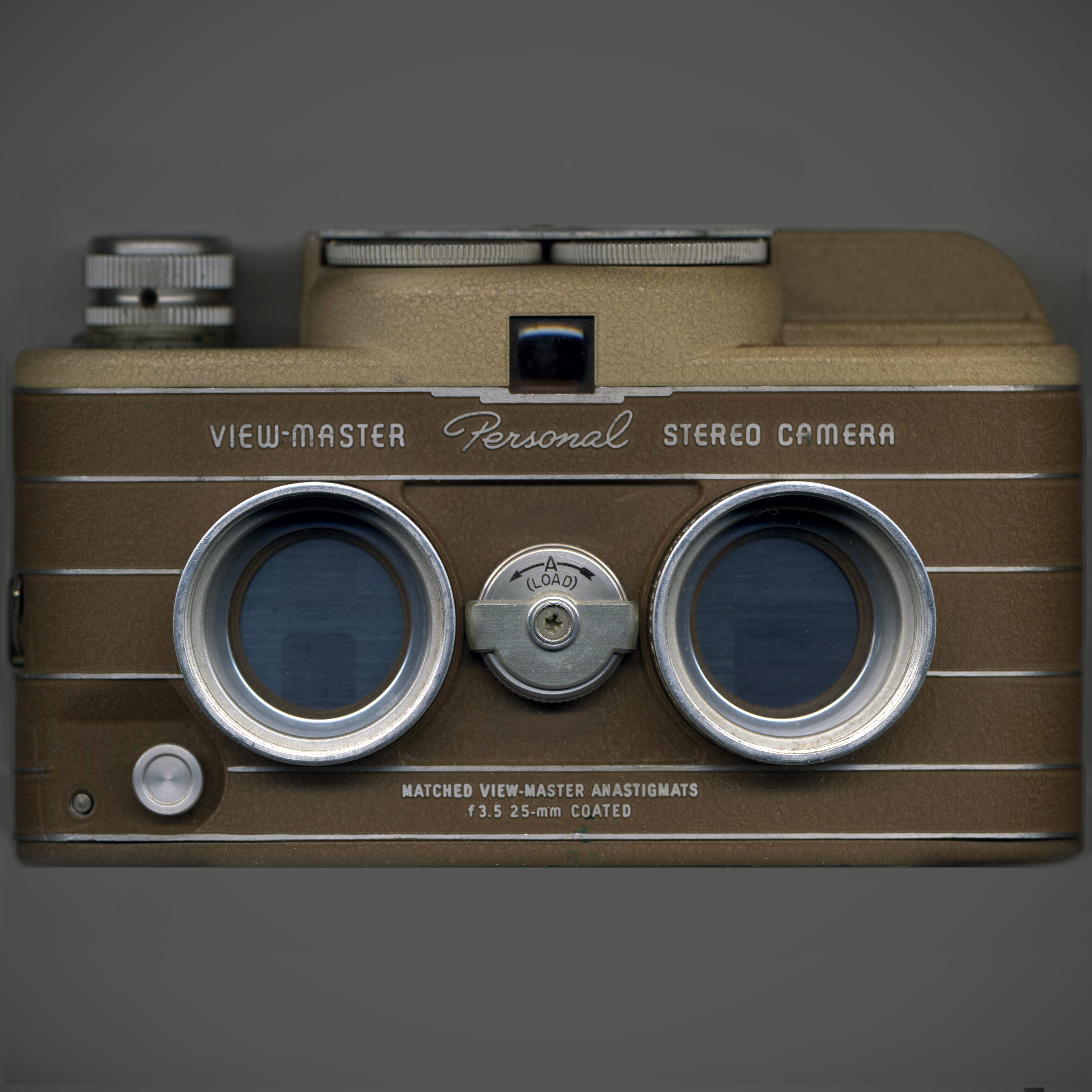
The View-Master Personal stereo camera. Обратите внимание, переключатель в положении «A».
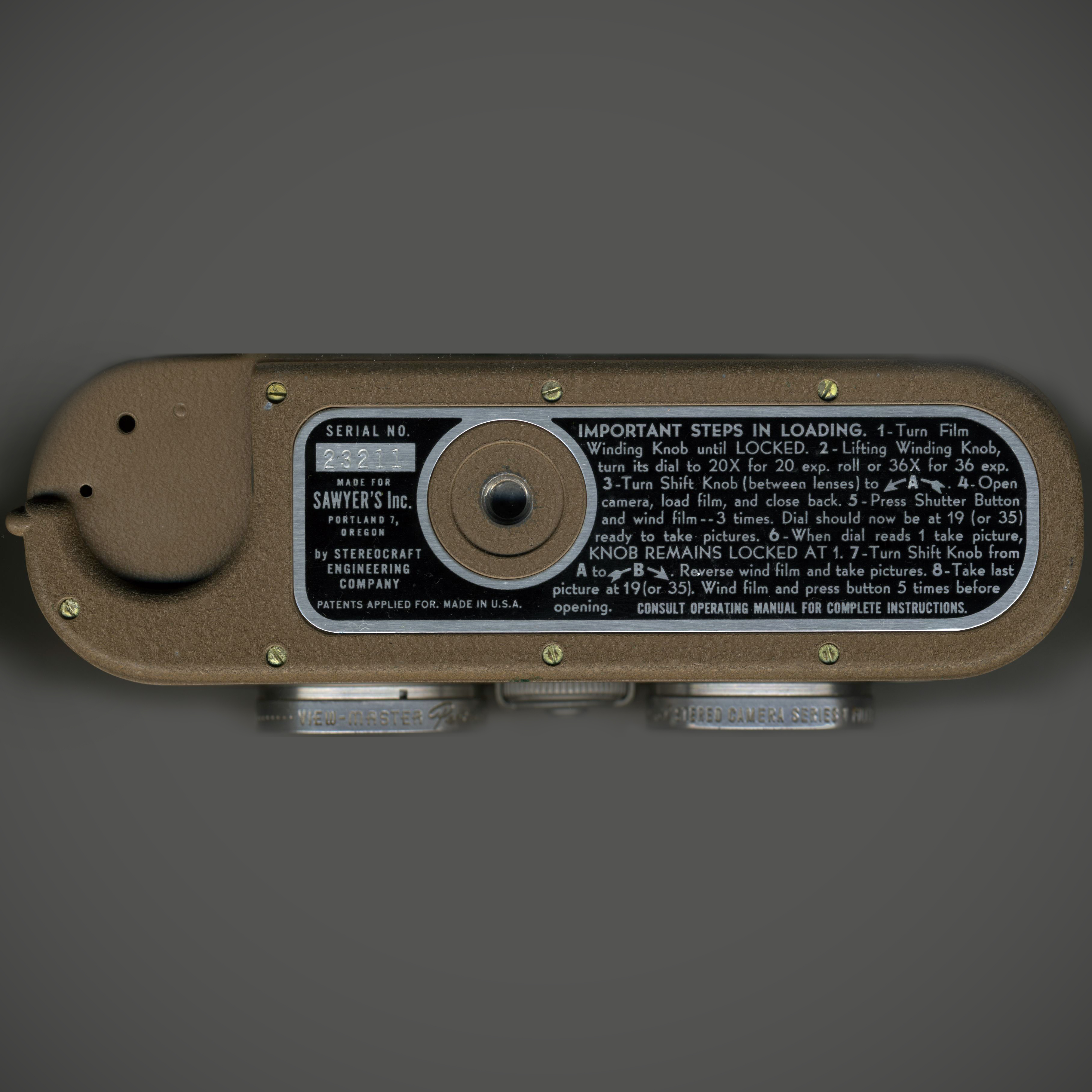
Нижняя панель камеры с инструкцией по зарядке фотоплёнки.
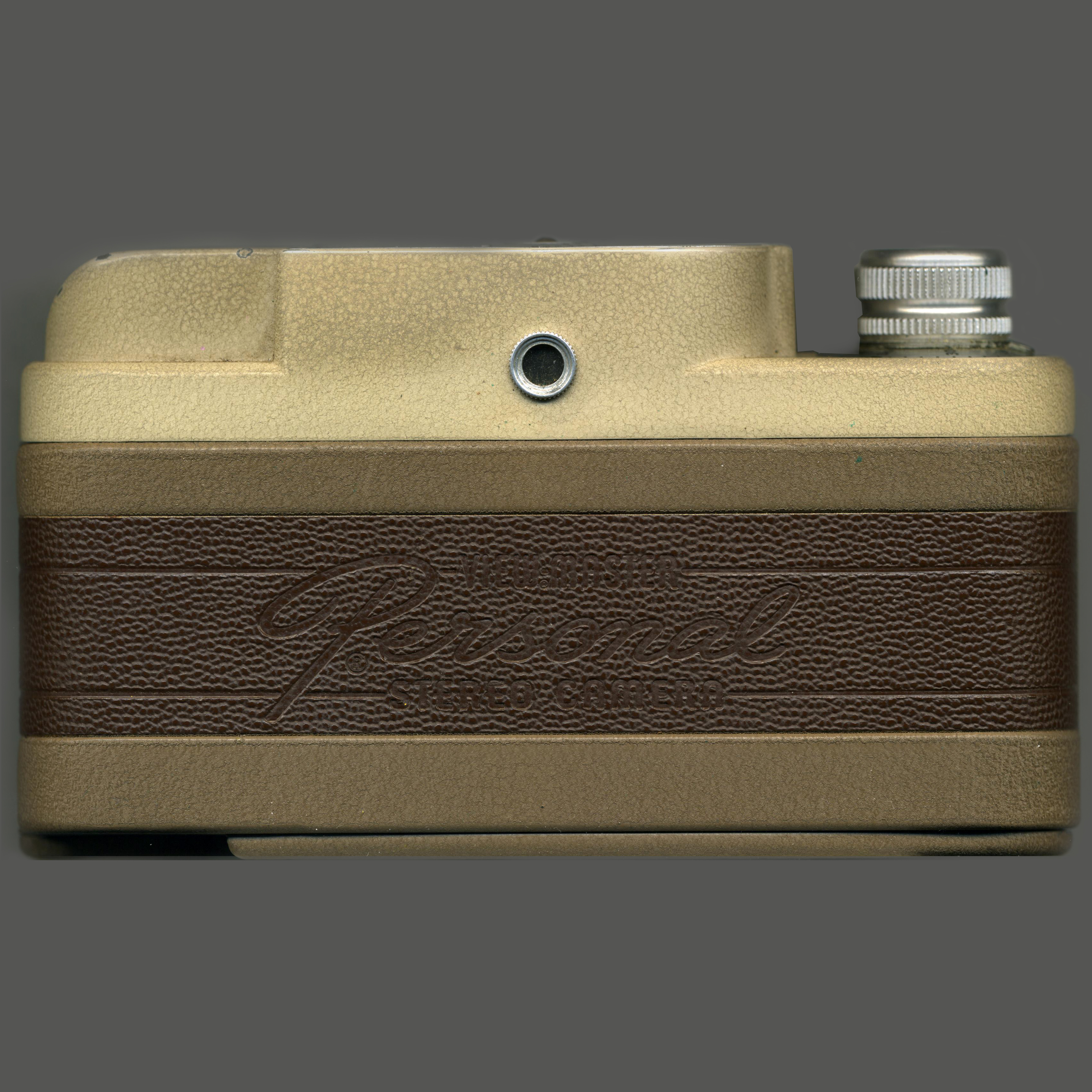
Вид сзади.
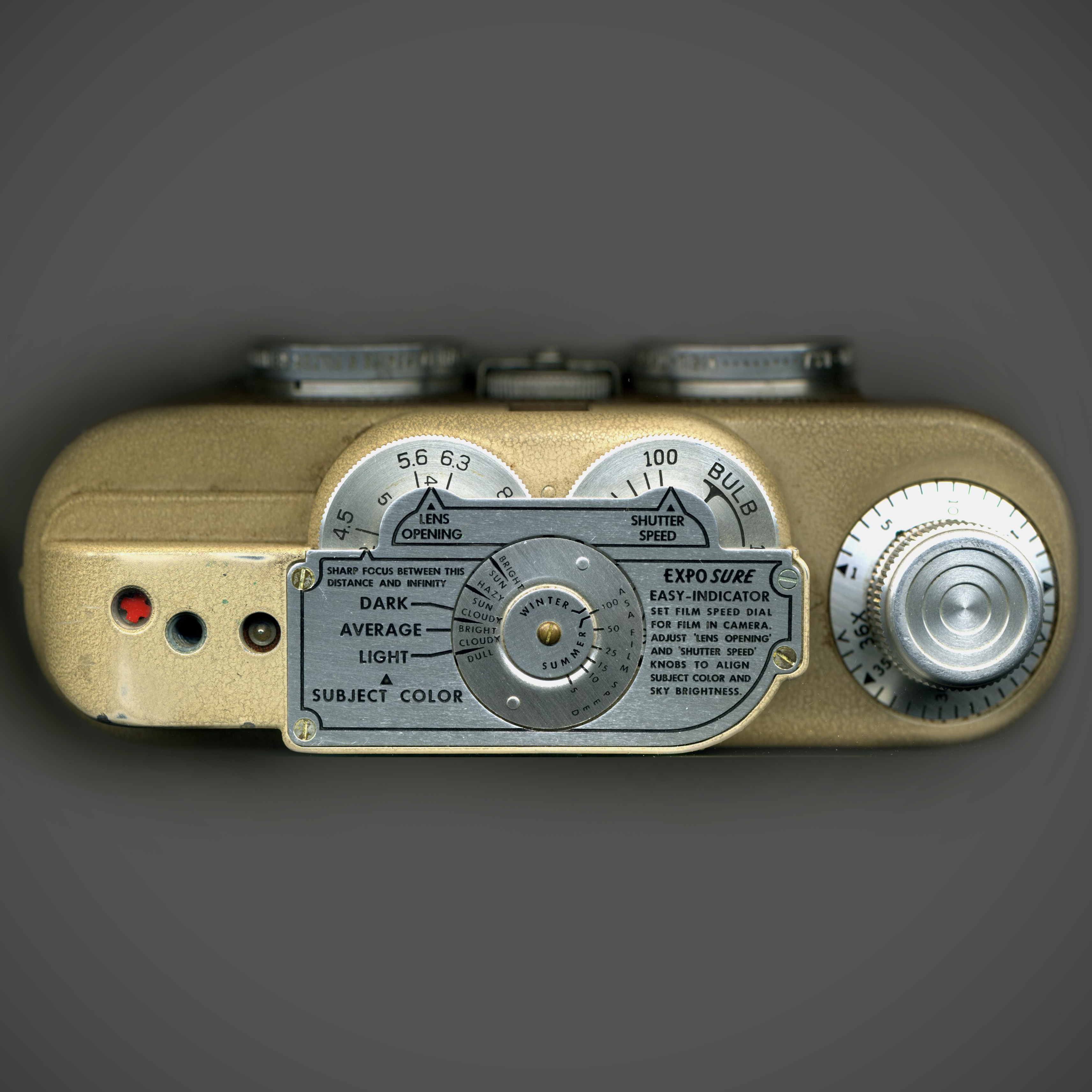
Верхняя панель, головки установки выдержки и диафрагмы, табличный экспонометр.

## Система View-Master
Стереоскопические фотоаппараты органично вписались в систему View-Master, распространённую в США с 1939 года. Выпускались цветные слайды (по 7 стереопар) в круглых рамках (впоследствии, с 1982 года в США выпускалась внешне похожая дисковая фотоплёнка), стереоскопы, стереоскопические диапроекторы. В продажу поступали наборы дисковых диапозитовов на различные темы: виды городов, фотографии местных достопримечательностей, природа, кадры из популярных фильмов.
Фотолюбители производили съёмку на продававшуюся в США цветную обращаемую фотоплёнку Kodachrome, обрабатывая её в минифотолабораториях. Фотографу только оставалось вставить полученный позитив в рамку и наслаждаться просмотром. Чтобы не «щёлкать ножницами» — труд облегчал резак для плёнки.
И всё-таки, качество изображения у слайдов с размером кадра 12×12 мм было невысоким, в 1955 году фирма Sawyer’s inc. прекратила производство фотоаппаратов, не выдержав конкуренции с камерой Stereo Realist, выпускавшейся с 1947 по 1971 год. Размер кадра у «Реалиста» — 24×24 мм, в четыре раза больше по площади.

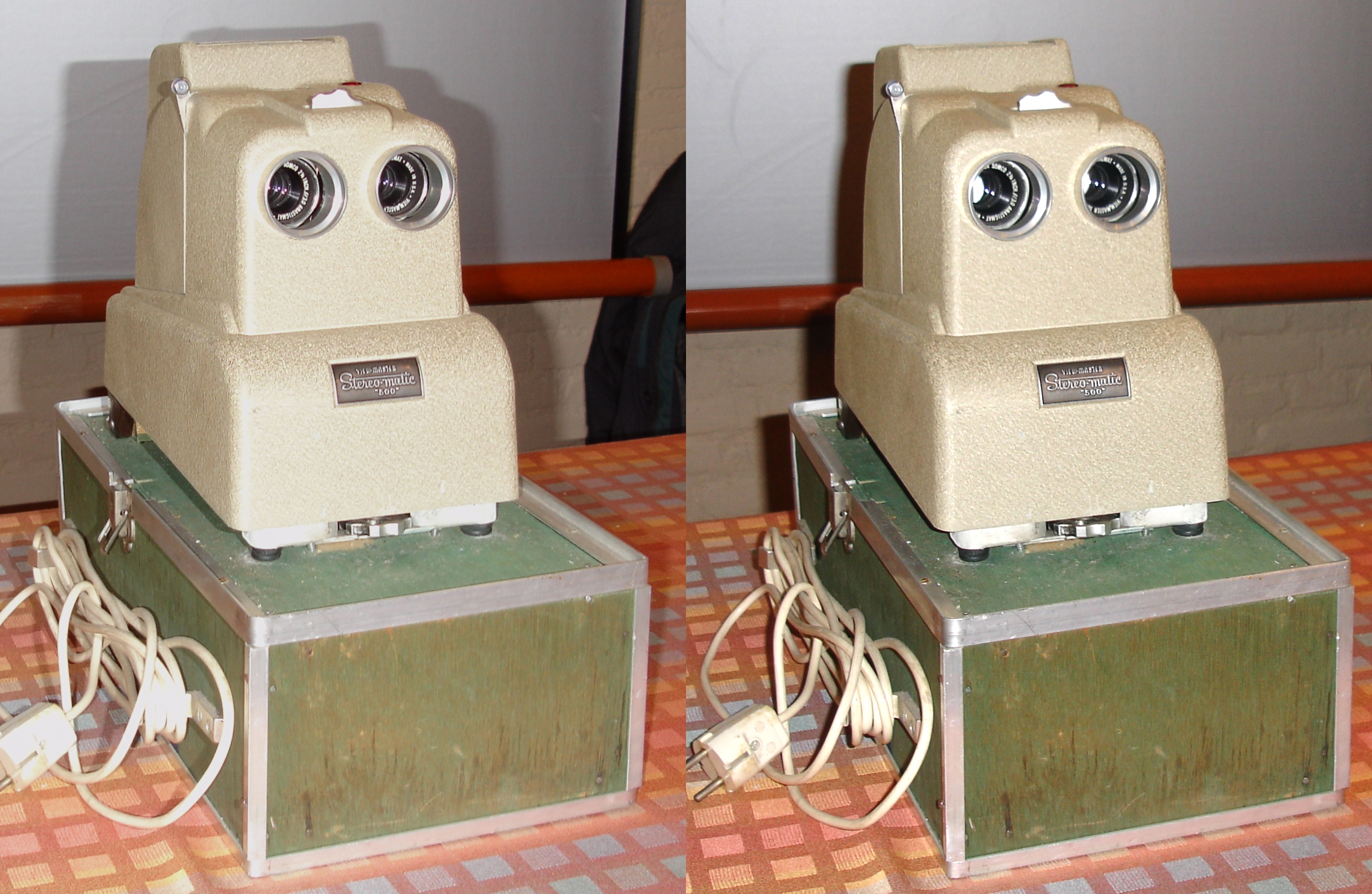
Стереоскопическая фотография стереоскопического диапроектора Viewmaster Stereo projector

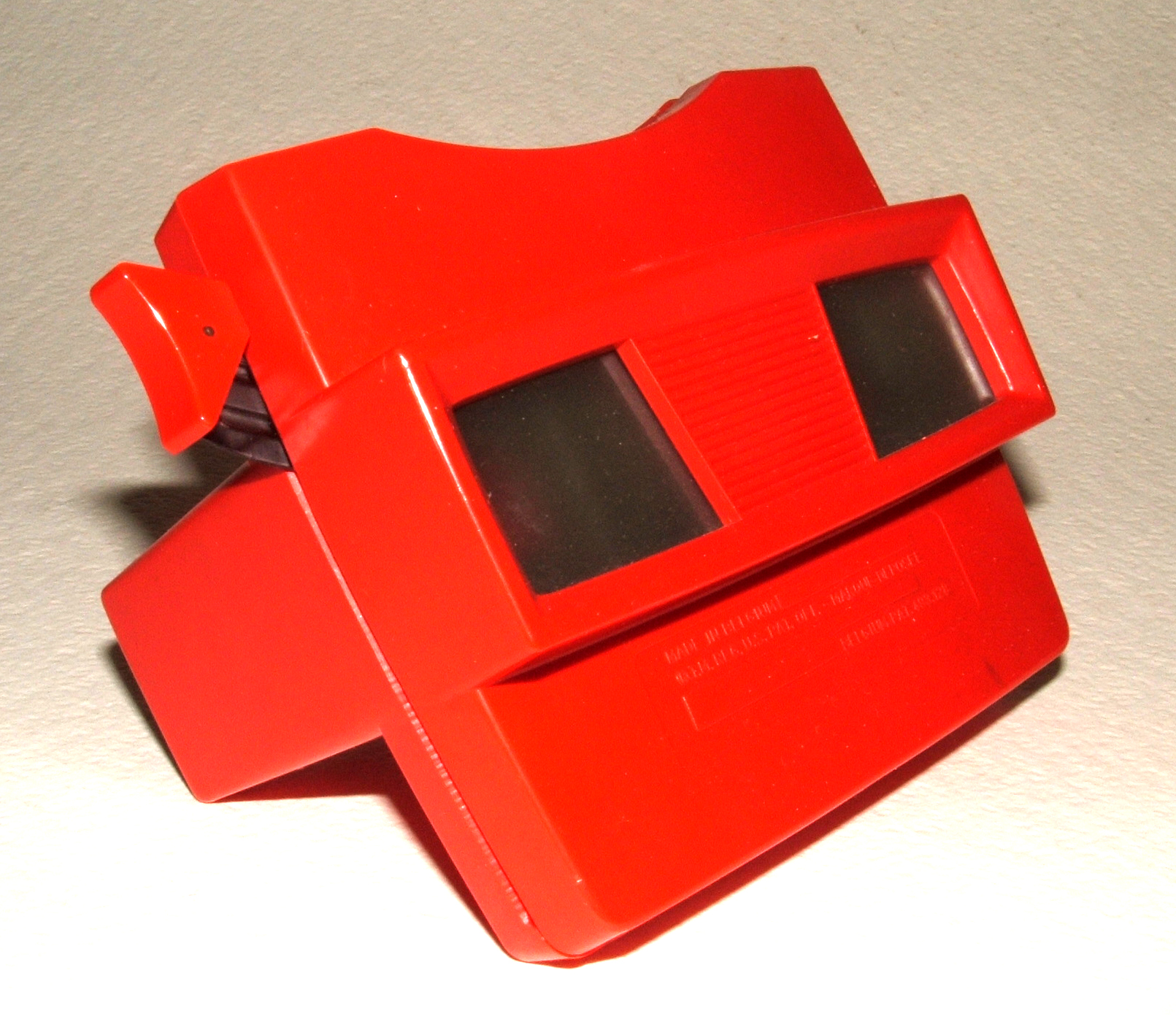
Стереоскоп View-Master модель G

## Фотоаппарат View-Master Stereo Color (или View-Master Mark II)
В 1962 году фирма Sawyers Europe начала выпуск фотоаппарата View-Master Stereo Color (или View-Master Mark II).
Эта камера, как и View-Master Personal Stereo Camera снимала на 35-мм фотоплёнку, имела жестковстроенные объективы, однако были некоторые технические отличия.
Размер кадров остался прежним, изменилось их расположение. Вместо верхнего и нижнего ряда кадров, экспонировавшихся «в два прохода», применено их диагональное расположение, что позволило вместо 69 стереопар получить 75. Соответственно резак, использовавшийся для «разделки» слайдов, сделанных камерой View-Master Personal Stereo Camera уже не мог применяться.
Новые камеры получили стандартную обойму для крепления фотовспышки и стандартный синхроконтакт, курковый взвод затвора и перемотки плёнки.
Выдержка и диафрагма устанавливались совместно и их сочетание не могло быть изменено.
Фотоаппараты имели табличный экспонометр.
| Значения диафрагмы                     | 2,8  | 2,8  | 2,8  | 4    | 5,6  | 8    | 11   | 16   | 22   |
| -------------------------------------- | ---- | ---- | ---- | ---- | ---- | ---- | ---- | ---- | ---- |
| Значения выдержки                      | 1/30 | 1/45 | 1/60 | 1/60 | 1/60 | 1/60 | 1/60 | 1/60 | 1/60 |
| Минимальное расстояние съёмки в метрах | 2,1  | 2,1  | 2,1  | 1,8  | 1,5  | 1,2  | 0,9  | 0,5  | 0,45 |
| Минимальное расстояние съёмки в футах  | 7    | 7    | 7    | 6    | 5    | 4    | 3    | 2    | 1½   |